# Tournoi pré-olympique de la CONCACAF 1968
Navigation
Tokyo 1964 Munich 1972
Le tournoi pré-olympique de la CONCACAF 1968 a eu pour but de désigner les 2 nations qualifiées au sein de la zone Amérique du Nord, Amérique centrale et Caraïbes pour participer au tournoi final de football, disputé lors des Jeux olympiques de Mexico en 1968.
La phase de qualification de la CONCACAF a eu lieu du 21 mai 1967 au 2 juin 1968 et a permis au Guatemala et au Salvador de se qualifier pour le tournoi olympique, le Mexique est quant à lui placé d'office en tant que pays hôte. Trois tours ont été disputés entre les treize nations participantes réparties en deux groupes, à l'issue desquels le vainqueur de chaque finale de poule s'est qualifié pour les Jeux à l'issue d'un système à élimination directe disputé en match aller-retour où la règle des buts marqués à l'extérieur n'est pas en vigueur.

## Pays qualifiés
| Dates                         | Lieu      | Places | Qualifiés          |
| ----------------------------- | --------- | ------ | ------------------ |
| du 21 mai 1967 au 2 juin 1968 | Itinérant | 2      | Salvador Guatemala |

## Format des qualifications
Dans les phases de qualification en groupe disputées selon le système de championnat, en cas d’égalité de points de plusieurs équipes à l'issue de la dernière journée, les critères suivants sont appliqués dans l'ordre indiqué pour établir leur classement :

- Meilleure différence de buts,
- Plus grand nombre de buts marqués.

## Résultats des qualifications

### Groupe 1

#### Premier tour
| Équipe 1               | Résultat | Équipe 2   | Aller | Retour |
| ---------------------- | -------- | ---------- | ----- | ------ |
| Bermudes               | 2 - 1    | États-Unis | 1 - 1 | 1 - 0  |
| République dominicaine | 0 - 14   | Haïti      | 0 - 8 | 0 - 6  |

#### Détail des rencontres
| 21 mai 1967 | Bermudes   | 1 - 1 | États-Unis      | Bermuda National Stadium Hamilton, Bermudes  |                                              |
|             | Daniels ?? | (? - ?) | Benedek (en) ?? | Spectateurs : 5 832 Arbitrage : Harry Sadler | Spectateurs : 5 832 Arbitrage : Harry Sadler |
|             | Équipes    | DeLong (en) ( Ivanow (en) ) - Watson, Stam (en), Kralj, Gansler - Stemke (en), Benedek (en), Roboostoff (en), Getzinger (en) ( Kinealy) - Ficken (en), Tuchscherer |                 | Spectateurs : 5 832 Arbitrage : Harry Sadler | Spectateurs : 5 832 Arbitrage : Harry Sadler |

| 21 mai 1967 | République dominicaine | 0 - 8   | Haïti | Estadio Olímpico Juan Pablo Duarte Saint-Domingue, République dominicaine |
|             |                        | (? - ?) |       |                                                                           |

| 27 mai 1967 | États-Unis | 0 - 1   | Bermudes   | Soldier Field Chicago, États-Unis             |                                               |
| |            | (? - ?) | Daniels ?? | Spectateurs : 15 000 Arbitrage : Harry Sadler | Spectateurs : 15 000 Arbitrage : Harry Sadler |
| | Rapport    |         |            | Spectateurs : 15 000 Arbitrage : Harry Sadler | Spectateurs : 15 000 Arbitrage : Harry Sadler |
| Ivanow (en) - Watson, Stam (en), Brand, Gansler - Stemke (en), Benedek (en), Roboostoff (en), Kinealy - Ficken (en), Tuchscherer | Équipes    |         |            | Spectateurs : 15 000 Arbitrage : Harry Sadler | Spectateurs : 15 000 Arbitrage : Harry Sadler |

| 27 mai 1967 | Haïti | 6 - 0   | République dominicaine | Stade Sylvio-Cator Port-au-Prince, Haïti |
|             |       | (? - ?) |                        |                                          |

#### Second tour
| Équipe 1   | Résultat | Équipe 2 | Aller | Retour   | Appui    |
| ---------- | -------- | -------- | ----- | -------- | -------- |
| Costa Rica | 5 - 4    | Haïti    | 3 - 1 | 2 - 3    | -        |
| Guatemala  | 3 - 2 ap | Bermudes | 1 - 1 | 0 - 0 ap | 2 - 1 ap |

#### Détail des rencontres
| 8 octobre 1967                                                                                                  | Costa Rica                            | 3 - 1 | Haïti      | Estadio Nacional de La Sabana San José, Costa Rica |                                                |
| | Nuñez 30e · F. Hernández (en) 33e 36e | (3 - 0) | Pierre 61e | Spectateurs : 19 500 Arbitrage : Valentín Gazo     | Spectateurs : 19 500 Arbitrage : Valentín Gazo |
| R. Umaña - Estupiñan, G. Hernández, León, Aguilar - Vega, E. Umaña - Vaughns, Jackson, F. Hernández (en), Núñez | Équipes                               | Charles - Auguste, Argelus, Ducosté, Thomas - Vorbe, Désir, Baptiste, Pierre - Saint-Vil, Chardin Délices (Remplaçant utilisé : Montreuil) |            | Spectateurs : 19 500 Arbitrage : Valentín Gazo     | Spectateurs : 19 500 Arbitrage : Valentín Gazo |

| 3 décembre 1967 | Guatemala       | 1 - 1                                                                                                | Bermudes    | Estadio Mateo Flores Guatemala, Guatemala                   |                                                             |
| | Chacón (en) 52e | (0 - 1)                                                                                              | Romaine 43e | Spectateurs : 35 000 Arbitrage : Aristóteles Aguilera Gómez | Spectateurs : 35 000 Arbitrage : Aristóteles Aguilera Gómez |
| | Rapport         | |             | Spectateurs : 35 000 Arbitrage : Aristóteles Aguilera Gómez | Spectateurs : 35 000 Arbitrage : Aristóteles Aguilera Gómez |
| García (en) - Oliva (en), Camposeco (en), León (en), Ochoa - Montoya (en), E. de León, Alemán, Roldán - Chacón (en), Salamanca | Équipes         | Nusum (en) - Cholmondeley, Minors, Daniels , Cann, Simons - Romaine, Ming - R. Smith, L. Smith, Dill |             | Spectateurs : 35 000 Arbitrage : Aristóteles Aguilera Gómez | Spectateurs : 35 000 Arbitrage : Aristóteles Aguilera Gómez |

| 9 décembre 1967 | Haïti                                       | 3 - 2 | Costa Rica                             | Stade Sylvio-Cator Port-au-Prince, Haïti |                          |
| | Désir 46e · Saint-Vil 57e (pen.) 72e (pen.) | (0 - 0) | Sáenz (en) 53e · F. Hernández (en) 62e | Arbitrage : Karl Stewart                 | Arbitrage : Karl Stewart |
| Charles - Ducosté, Legros, Gilles, Argelus - Vorbe, Pierre, Barthélemy ( Jean-Joseph), Désir - Saint-Vil, Breton (it) | Équipes                                     | R. Umaña - Estupiñan, G. Hernández, León, Rojas (en) ( Aguilar) - Daniels, Vaughns - F. Hernández (en), E. Umaña, Sáenz (en), Jackson |                                        | Arbitrage : Karl Stewart                 | Arbitrage : Karl Stewart |

| 10 décembre 1967                                                                                                | Bermudes | 0 - 0 a. p. | Guatemala | Bermuda National Stadium Hamilton, Bermudes   |                                               |
| |          | (0 - 0, 0 - 0) |           | Spectateurs : 9 000 Arbitrage : Audley Brandt | Spectateurs : 9 000 Arbitrage : Audley Brandt |
| Nusum (en) - Cholmondeley, Daniels , Cann, Simons - Romaine, Ming - R. Smith ( 46e L. Smith), Best, Lewis, Dill | Équipes  | García (en) - R. de León, Camposeco (en), León (en), Ochoa - Montoya (en), E. de León, Alemán, Roldán - Valdez (en) ( 46e Torres (en)), Godoy |           | Spectateurs : 9 000 Arbitrage : Audley Brandt | Spectateurs : 9 000 Arbitrage : Audley Brandt |

| Match d'appui | Guatemala | 2 - 1 a. p.    | Bermudes | Estadio Nacional Flor Blanca San Salvador, Salvador    |                                                        |
| 3 mars 1968   | Alemán 90e · Roldán 105e | (0 - 1, 1 - 1) | Romaine 25e | Spectateurs : 30 000 Arbitrage : Abel Aguilar Elizalde | Spectateurs : 30 000 Arbitrage : Abel Aguilar Elizalde |
| 3 mars 1968   | García (en) - Oliva (en), Camposeco (en), León (en), Ochoa - Montoya (en), Torres (en), Alemán, Roldán , E. de León ( 46e Chacón (en)), Valdez (en) | Équipes        | Jennings - Simons, Minors, Cann, Cholmondeley, Daniels - Ming, Romaine ( 46e Dowling) - R. Smith, Darrell (en), Best | Spectateurs : 30 000 Arbitrage : Abel Aguilar Elizalde | Spectateurs : 30 000 Arbitrage : Abel Aguilar Elizalde |

#### Finale
| Équipe 1  | Résultat   | Équipe 2   | Aller | Retour |
| --------- | ---------- | ---------- | ----- | ------ |
| Guatemala | 3 - 3 toss | Costa Rica | 1 - 0 | 2 - 3  |

#### Détail des rencontres
| 26 mai 1968 | Guatemala       | 1 - 0 | Costa Rica | Estadio Mateo Flores Guatemala, Guatemala      |                                                |
| | Valdez (en) 29e | (1 - 0) |            | Spectateurs : 60 000 Arbitrage : Theo Koetsier | Spectateurs : 60 000 Arbitrage : Theo Koetsier |
| García (en) - Oliva (en), León (en), Ochoa, Hasse, Torres (en), Alemán, Chacón (en), E. de León, Valdez (en) (-1) (Subs used: Godoy) | Équipes         | R. Umaña - Rodríguez, Elizondo (en), Grant McDonald (en), Rojas (en) - Zúñiga, E. Umaña, Gámez (en) - F. Hernández (en), Ruiz, Hernández (en) (Remplaçant utilisé : Briceño) |            | Spectateurs : 60 000 Arbitrage : Theo Koetsier | Spectateurs : 60 000 Arbitrage : Theo Koetsier |

| 2 juin 1968 | Costa Rica                                        | 3 - 2 a. p. toss | Guatemala                   | Estadio Nacional de La Sabana San José, Costa Rica     |                                                        |
| | Hernández (en) 18e (pen.) 47e · Elizondo (en) 99e | (1 - 1, 2 - 1) | Roldán 5e · Torres (en) 93e | Spectateurs : 35 000 Arbitrage : Abel Aguilar Elizalde | Spectateurs : 35 000 Arbitrage : Abel Aguilar Elizalde |
| R. Umaña - Rodríguez, Elizondo (en), Rojas (en), Briceño - Gámez (en), F. Hernández (en), Vaughns - Ruiz, E. Umaña, L. Hernández (en) (Remplaçant utilisé : Grant) | Équipes                                           | García (en) - Oliva (en), Hasse, León (en), Ochoa - Montoya (en), Torres (en), Roldán, Hurtarte (en), Chacón (en), Valdez (en) |                             | Spectateurs : 35 000 Arbitrage : Abel Aguilar Elizalde | Spectateurs : 35 000 Arbitrage : Abel Aguilar Elizalde |

### Groupe 2

#### Premier tour
| Équipe 1          | Résultat | Équipe 2            | Aller | Retour |
| ----------------- | -------- | ------------------- | ----- | ------ |
| Salvador          | 1 - 0    | Honduras forfait    | 1 - 0 | -      |
| Trinité-et-Tobago | 3 - 5    | Guyane néerlandaise | 1 - 0 | 2 - 5  |
| Cuba              | 3 - 2    | Canada              | 1 - 1 | 2 - 1  |

#### Détail des rencontres
| 21 mai 1967 | Salvador | 1 - 0   | Honduras | Estadio Nacional Flor Blanca San Salvador, Salvador |
|             |          | (? - ?) |          |                                                     |

| 22 mai 1967 | Trinité-et-Tobago | 1 - 0   | Guyane néerlandaise | Queen's Park Oval Port-d'Espagne, Trinité-et-Tobago |  |
|             | Small 57e         | (0 - 0) |                     |                                                     |  |

| 27 mai 1967 | Guyane néerlandaise | 5 - 2   | Trinité-et-Tobago | Surinamestadion Paramaribo, Guyane néerlandaise |
|             |                     | (? - ?) |                   |                                                 |

| 21 juin 1967 | Cuba         | 1 - 1 | Canada          | Clarke Stadium Edmonton, Canada             |                                             |
|              | Verdecia 25e | (1 - 0) | Hansen (en) 75e | Spectateurs : 4 000 Arbitrage : Raul Osorio | Spectateurs : 4 000 Arbitrage : Raul Osorio |
|              | Équipes      | Kussner - Hillman, Goodheart, Patterson (en), Berry (en) - Adams, Kauck, DiLuca (en) - Hansen (en), Baird, Zanatta (en) |                 | Spectateurs : 4 000 Arbitrage : Raul Osorio | Spectateurs : 4 000 Arbitrage : Raul Osorio |

| 24 juin 1967 | Canada         | 1 - 2   | Cuba           | Clarke Stadium Edmonton, Canada |                     |
| | Hansen (en) ?? | (? - ?) | Fariñas ?? 87e | Spectateurs : 5 000             | Spectateurs : 5 000 |
| Kussner - Hillman, Goodheart, Berry (en), Patterson (en) - Kauck, DiLuca (en) - Hansen (en), Baird, MacKay (en), Benedetti | Équipes        |         |                | Spectateurs : 5 000             | Spectateurs : 5 000 |

|  | Honduras | forfait - Q. | Salvador |  |  |
|  |          |              |          |  |  |

#### Second tour
| Équipe 1               | Résultat | Équipe 2          | Aller | Retour |
| ---------------------- | -------- | ----------------- | ----- | ------ |
| Antilles néerlandaises | 3 - 4    | Trinité-et-Tobago | 3 - 0 | 0 - 4  |
| Salvador               | 5 - 1    | Cuba              | 3 - 0 | 2 - 1  |

#### Détail des rencontres
| 3 novembre 1967 | Antilles néerlandaises      | 3 - 0   | Trinité-et-Tobago | Rifstadion Willemstad, Antilles néerlandaises |                           |
| | Sillië 30e ?? · Martina 50e | (1 - 0) |                   | Arbitrage : R.M. Martínez                     | Arbitrage : R.M. Martínez |
| Vis - Sillië, Martina, Seferina ( Engelhart), Weyman ( Bonifacio) - Melfor, Toppenberg - Flores, Constancia, Kevin, Kock | Équipes                     |         |                   | Arbitrage : R.M. Martínez                     | Arbitrage : R.M. Martínez |

| 12 novembre 1967 | Trinité-et-Tobago                             | 4 - 0   | Antilles néerlandaises | Queen's Park Oval Port-d'Espagne, Trinité-et-Tobago |               |
|                  | Corneal 5e · Small 18e 89e · Flores 69e (csc) | (2 - 0) |                        | Arbitrage : ?                                       | Arbitrage : ? |

| 26 novembre 1967                                                                                                 | Salvador                                     | 3 - 0                                                                                                  | Cuba | Estadio Nacional Flor Blanca San Salvador, Salvador |  |
| | Flores (en) 15e · Bach (en) 30e · Méndez 75e | (2 - 0)                                                                                                |      |                                                     |  |
| Fernández - Villalta, Morales, Castro, Rivas - Vásquez, Flores (en) - Rodríguez, Méndez, Barraza (en), Bach (en) | Équipes                                      | Ochoa - Rodríguez, Peñalver, Dalmau, Noa ( Ricabel) - Hernández, Pérez - Pozo, Mico, Verdecia, Fariñas |      |                                                     |  |

| 2 décembre 1967                                                                                     | Cuba       | 1 - 2 | Salvador                           | Estadio Pedro Marrero La Havane, Cuba |  |
| | Dalmau 38e | (1 - 1) | Flores (en) 42e · Barraza (en) 68e |                                       |  |
| Lázaro Pedroso; Rodríguez, Peñalver, Dalmau, Noa - Hernández, Pérez - Pozo, Mico, Verdecia, Fariñas | Équipes    | Fernández - Villalta, Morales, Castro, Rivas - Vásquez, Flores (en) - Méndez, Barraza (en), J. Martínez, Bach (en) |                                    |                                       |  |

#### Finale
| Équipe 1 | Résultat | Équipe 2          | Aller | Retour |
| -------- | -------- | ----------------- | ----- | ------ |
| Salvador | 4 - 1    | Trinité-et-Tobago | 2 - 0 | 2 - 1  |

#### Détail des rencontres
| 19 mai 1968 | Salvador                    | 2 - 0   | Trinité-et-Tobago | Estadio Nacional Flor Blanca San Salvador, Salvador |  |
| | J. Martínez 5e · Méndez 25e | (2 - 0) |                   |                                                     |  |
| R. Martínez (en) - Villalta, Castro, Rivas, Ruano (en) - Vásquez, Quintanilla, Flores (en) - Rodríguez, Méndez, J. Martínez | Équipes                     |         |                   |                                                     |  |

| 26 mai 1968 | Trinité-et-Tobago | 1 - 2 | Salvador           | Queen's Park Oval Port-d'Espagne, Trinité-et-Tobago |  |
|             | ? ?               | (? - ?) | J. Martínez 7e 20e |                                                     |  |
|             | Équipes           | R. Martínez (en) ( Fernández ) - Villalta, Castro, Rivas, Ruano (en) - Vásquez, Quintanilla - Rodríguez, Méndez, J. Martínez, Azúcar (en) |                    |                                                     |  |